# Роменских, Василий Петрович
Василий Петрович Роменских (1921 год, село Нижняя Каменка — январь 1981 года) — тракторист Алтайской МТС Алтайского района Алтайского края. Герой Социалистического Труда (1950).

## Биография
Родился в 1921 году в крестьянской семье в селе Нижняя Каменка. Получил начальное образование. В 1940 году был призван на срочную службу в Красную Армию. После демобилизации в 1946 году возвратился в родное село, где устроился на работу на Алтайскую МТС. В 1952 году вступил в ВКП(б).
Указом Президиума Верховного Совета СССР от 23 июня 1950 года за получение высоких урожаев пшеницы и ржи при выполнении колхозом обязательных поставок и контрактации по всем видам сельскохозяйственной продукции, натуроплаты за работу МТС в 1949 году и обеспеченности семенами зерновых культур для весеннего сева 1950 года удостоен звания Героя Социалистического Труда с вручением ордена Ленина и золотой медали «Серп и Молот».
В 1957 году переехал в город Киселёвск Кемеровской области. До 1981 года трудился трактористом. Скончался в декабре 1981 года.

## Награды
- Герой Социалистического Труда — указом Президиума Верховного Совета СССР от 23 июня 1950 года
- Орден Ленина — дважды (1949; 23.06.1950)